# Franz Hiermann
Franz Hiermann war ein österreichischer Ski- und Radsportler.

## Leben
Er war als Soldat Angehöriger des Alpenjägerregiments Nr. 12 in Innsbruck und gewann 1934 zusammen mit Wilhelm, Platzner und Schönheer den österreichischen Militärpatrouillenlauf. Bei den Olympischen Winterspielen 1936 war er Teilnehmer der österreichischen Mannschaft beim Demonstrationsbewerb Militärpatrouille, die den vierten Platz erzielte.
Für Heeressport Innsbruck trat er ab spätestens 1936 auch als Radrennfahrer auf.